# 姜秀瓊
姜秀瓊（Chiang Hsiu-Chiung，1969年5月4日—），台灣電影導演、演員，畢業於國立台北藝術大學戲劇學系、國立台北藝術大學電影創作研究所碩士班。因為參與《牯嶺街少年殺人事件》演出而進入電影行業，以此片入圍第28屆金馬獎最佳女配角獎。導演作品類型包含劇情片和紀錄片，電影與劇集。曾擔任第47屆及第53屆金馬獎評審，第16屆台北電影節評審，第53屆及第55屆金鐘獎評審。

## 執導作品
- 2002年：電影《三方通話》第三段〈連載小說〉
- 2004年：紀錄短片《ㄋㄟ ㄋㄟ》
  - 獲得2004年公視紀錄觀點影展首獎
- 2008年：劇情短片《跳格子》
  - 獲得第45屆金馬獎最佳短片、最佳新演員
  - 獲得第31屆金穗獎首獎、最佳導演
  - 獲得第11屆台北電影節評審團大獎
  - 獲得第53屆亞太影展最佳短片
  - 獲得第43屆金鐘獎最佳音效獎
  - 入圍第32屆法國克萊蒙費鴻國際短片競賽
- 2008年：電視電影《艾草》
  - 獲得52屆舊金山影展金門獎最佳電視劇情長片
  - 獲得2009紐約電視展電視電影銅獎
  - 獲得首爾國際戲劇節最佳女演員獎
  - 入選2009世界公共電視大展
- 2009年：紀錄長片《乘著光影旅行》（與關本良合導）
  - 獲得第12屆台北電影節台北電影獎百萬首獎、最佳紀錄片、最佳剪輯
  - 獲得台灣國際紀錄片影展國際長片競賽優等獎
  - 入圍第46屆金馬獎最佳紀錄片、年度台灣傑出電影
- 2013年：電影《昨日的記憶》第一段〈迷路〉
- 2015年：電影《寧靜咖啡館之歌（日语：さいはてにて-やさしい香りと待ちながら-）》[2]（日本東映電影）
  - 獲得第17屆台北電影節國際新導演競賽觀眾票選獎，台北電影獎最佳女主角（永作博美）
  - 入圍第34屆夏威夷國際電影節國際競賽，香港亞洲電影節國際新導演競賽
- 2018年：紀錄短片《太陽雨》

## 編劇作品
- 1999年：電影劇本《家庭訪問》
  - 獲得1999年度新聞局優良電影劇本獎
- 2002年：電影《三方通話》第三段〈連載小說〉
- 2008年：劇情短片《跳格子》

## 出演作品
- 《牯嶺街少年殺人事件》（1991年）飾 張瓊
- 《我們與惡的距離 II》（2025年）飾 法官（特別演出）

## 其他經歷
- 《獨立時代》（楊德昌導演）助理導演
- 《海上花》（侯孝賢導演）助理導演
- 《一一》（楊德昌導演）表演指導,助理導演
- 《千禧曼波》（侯孝賢導演）副導演

## 獎項
- 1991年：電影《牯嶺街少年殺人事件》入圍第28屆金馬獎最佳女配角
- 2008年：劇情短片《跳格子》獲得第45屆金馬獎最佳創作短片，第53屆亞太影展最佳短片，第31屆金穗獎首獎
- 2009年：電視電影《艾草》獲得52屆舊金山影展金門獎最佳電視劇情長片
- 2010年：紀錄長片《乘著光影旅行》獲得2010年台北電影節台北電影獎百萬首獎

## 外部連結
- 電影工作者 - 姜秀瓊
- 姜秀瓊在互联网电影资料库（IMDb）上的資料（英文）
- 姜秀瓊在香港影庫上的簡介